# Diego Rosa
Diego Rosa (født 27. marts 1989) er en italiensk tidligere cykelrytter, der senest kørte for Eolo-Kometa Cycling Team. 
Han kørte for Team Astana i 2015-2016. Han deltog i sin første grand tour i 2013, da han deltog i Giro d'Italia. I 2015 vandt han Milano-Torino.